# Isma’il Hanijja
Isma’il Abd as-Salam Ahmad Hanijja (arab. إسماعيل عبد السلام أحمد هنية; ur. 8 maja 1963 w Muchajjam asz-Szati, zm. 31 lipca 2024 w Teheranie) – palestyński polityk, wykładowca akademicki i terrorysta, premier Autonomii Palestyńskiej (2006–2007) odwołany po zbrojnym przejęciu Gazy przez Hamas, którego był wysokim dygnitarzem. Sprawował później urzędy przywódcy Hamasu w Strefie Gazy (2007–2017), zastępcy szefa Biura Politycznego Hamasu (2013–2017) i ostatecznie szefa Biura Politycznego Hamasu (2017–2024) do śmierci w zamachu zorganizowanym przez służby izraelskie w Teheranie. Na jego przywództwo nad organizacją przypadł atak na Izrael, który zapoczątkował wojnę z Hamasem. Przed jego śmiercią toczyło się w Międzynarodowym Trybunale Karnym postępowanie o odpowiedzialność za zbrodnie wojenne.

## Życiorys

### Młodość
Urodził się w obozie dla uchodźców palestyńskich asz-Szati, w okupowanej przez Egipt Strefie Gazy. Jego rodzice zostali uchodźcami po opuszczeniu swego rodzinnego miasta, dzisiejszego Aszkelonu, w czasie wojny o niepodległość Izraela w 1948. W 1987 Hanijja ukończył studia na Uniwersytecie Islamskim w Gazie na kierunku literatura arabska. W 1989 został zatrzymany na trzy lata przez władze izraelskie za swój udział w Pierwszej Intifadzie. Po opuszczeniu więzienia w 1992, został deportowany do Libanu. Rok później powrócił jednak do Gazy, gdzie objął posadę dziekana Uniwersytetu Islamskiego.

### Początki kariery politycznej
Po opuszczeniu więzienia w 1997 przez szejka Ahmada Jasina, duchowego przywódcę Hamasu, Hanijja został mianowany szefem jego gabinetu. Za swoje domniemane zaangażowanie w ataki na izraelskich cywilów, stał się celem dla armii Izraela. Po przeprowadzeniu ataków bombowych w Jerozolimie w 2003, został zraniony w rękę w zamachu, przeprowadzonym na jego osobę przez izraelską armię. W tym czasie umocnił swoją pozycję w szeregach Hamasu, m.in. ze względu na swoje osobiste relacje z szejkiem Jassinem oraz eliminację głównych przywódców dokonywanych przez izraelskie służby bezpieczeństwa.

### Premier Autonomii Palestyńskiej
W grudniu 2005 został mianowany liderem listy wyborczej Hamasu. W wyborach parlamentarnych 25 stycznia 2006 Hamas zdobył 74 mandaty w 132-osobowej Radzie Legislacyjnej Autonomii Palestyńskiej.
16 lutego 2006 Hamas wysunął jego kandydaturę na stanowisko szefa rządu, które ten objął ostatecznie 29 marca 2006. Po porwaniu 30 czerwca 2006, przez bojowników Hamasu izraelskiego żołnierza Gilada Szalita, premier Hanijja odrzucił apele Izraela o jego natychmiastowe zwolnienie. Doprowadziło to do kilkumiesięcznych walk palestyńsko-izraelskich w Strefie Gazy i poważnego kryzysu w rejonie. Hanijja od samego początku zdecydowanie odmawiał uznania praw Izraela do niepodległości i zachowania zajmowanych ziem.
W odpowiedzi na przejęcie władzy przez Hamas, organizację uważaną przez Stany Zjednoczone za terrorystyczną, Unia Europejska oraz Stany Zjednoczone wstrzymały swoją pomoc finansową dla Autonomii Palestyńskiej. Izrael nałożył dodatkowo sankcje ekonomiczne i ograniczenia w transferze finansowym.
20 października 2006 dokonano zamachu na konwój premiera Hanijji. Samochody z kolumny zostały ostrzelane z broni palnej, a jeden z nich stanął w płomieniach. Hanijja nie odniósł jednak żadnych obrażeń.

#### Konflikt Hamasu z Fatahem
Polityka Hamasu doprowadziła do wewnętrznego konfliktu w samej Autonomii. Konflikt premiera z prezydentem Mahmudem Abbasem, reprezentującym umiarkowaną partię Fatah, rozpostarł się na cały kraj. Od marca do grudnia 2006 dochodziło do lokalnych konfliktów i bójek pomiędzy zbrojnymi ramionami obu ugrupowań. Walki na większą skalę wybuchły po 15 grudnia 2006, gdy palestyńskie służby bezpieczeństwa ostrzelały wiec Hamasu w Ramallah. Tego samego dnia prezydent Mahmud Abbas wezwał do przeprowadzenia wcześniejszych wyborów parlamentarnych, czemu kategorycznie sprzeciwił się Hanijja.
W lutym 2007 Hanijja i Abbas spotkali się na rozmowach pokojowych w Mekce w Arabii Saudyjskiej. Rozmowy zakończyły się porozumieniem, które zakładało zaprzestanie walk oraz powołanie nowego rządu jedności narodowej, złożonego z członków Hamasu i Fatahu. 15 lutego 2007 Isma’il Hanijja przedstawił rezygnację ze stanowiska premiera prezydentowi Abbasowi, a ten powierzył mu misję sformowania nowego gabinetu. 18 marca 2007 Hanijja został zaprzysiężony jako szef nowego rządu.
Między dwoma ugrupowaniami doszło jednak do nowego konfliktu, który 7 czerwca 2007 przerodził się w walki zbrojne. W wyniku tygodniowych walk Hamas przejął całkowitą kontrolę nad Strefą Gazy. Pod władzą Fatahu pozostał tylko Zachodni Brzeg.
Po zerwaniu koalicji przez oba ugrupowania, prezydent Mahmud Abbas wprowadził stan wyjątkowy i 14 czerwca 2007 zdymisjonował Isma’ila Hanijję ze stanowiska premiera Autonomii Palestyńskiej. Dzień później nowym szefem rządu mianował Salama Fajjada. Isma’il Hanijja nie uznał tego kroku i nadal uważał się za premiera. Oskarżył prezydenta Abbasa o złamanie prawa i uznał rząd Fajjada za niekonstytucyjny, gdyż nie otrzymał on zatwierdzenia przez Radę Legislacyjną Autonomii Palestyńskiej (w której większość głosów posiadał Hamas). W Autonomii Palestyńskiej rozpoczął się od tego czasu de facto okres dwuwładzy.

### Kierownicze stanowisko w Hamasie i wojna w Strefie Gazy
W II połowie 2016 arabskie media donosiły, że Isma’il Hanijja zastąpi Chalida Maszala na stanowisku szefa Biura Politycznego Hamasu, jako że po wycofaniu się innych ubiegających się o to stanowisko sam pozostał jedynym kandydatem do niego. 6 maja 2017 został oficjalnie wybrany na stanowisko. Hanijja pełnił funkcję szefa Biura Politycznego Hamasu do swojej śmierci w 2024.
7 października 2023 Hamas dokonał najbardziej śmiercionośnego ataku na Izrael w historii konfliktu Palestyńczyków z tym państwem, w którym, według izraelskich władz, zginęło 1139 osób, zaś 253 zostały porwane oraz zabrane do Strefy Gazy jako zakładnicy i który przerodził się w regularną wojnę między Izraelem a Hamasem w Strefie Gazy. Późniejsze materiały filmowe pokazywały Hanijję w jego biurze w katarskiej Dosze (miasto to było jego miejscem zamieszkania od kilku lat), na którym wraz z innymi wyższymi rangą członkami Hamasu okazywał zadowolenie i modlił się przed telewizorem, na którym emitowane były informacje o przebiegu ataku na Izrael. Niedługo później Hanijja wygłosił w mediach przemówienie, w którym wychwalał sprawców ataku, a jego przeprowadzenie uzasadniał m.in. koniecznością wyzwolenia „Al-Kuds (Jerozolimy), naszej ziemi, naszego ludu i naszych więźniów przetrzymywanych w więzieniach syjonistycznej okupacji” oraz „najechaniem” przez Izraelczyków meczetu Al-Aksa w Al-Kuds i sianiem w nim „zepsucia”. W późniejszym czasie Hanijja był głównym pośrednikiem w negocjacjach z Izraelem w sprawie uwolnienia zakładników i wstrzymania lub zakończenia wojny w Strefie Gazy.
20 maja 2024 Karim Ahmad Khan, prokurator Międzynarodowego Trybunału Karnego w Hadze, zwrócił się do Trybunału z wnioskiem o wydanie nakazów aresztowania Isma’ila Hanijji i dwóch innych liderów Hamasu zarzucając im popełnienie zbrodni wojennych i zbrodni przeciwko ludzkości podczas ataku na Izrael z 7 października 2023.

### Śmierć

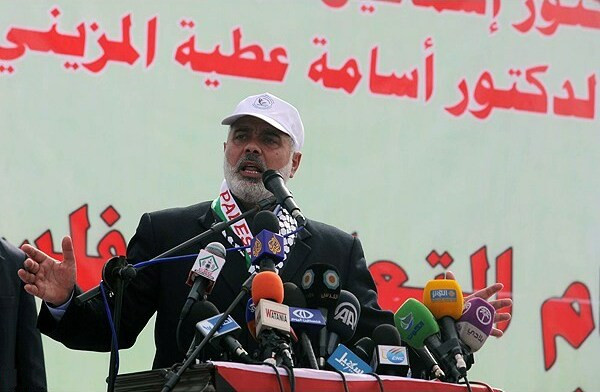
Hanijja przemawia podczas ćwiczeń Brygad al-Kassam, 27 stycznia 2013 roku

31 lipca 2024 około godziny 2 czasu lokalnego wraz z jednym ze swoich ochroniarzy został zabity w Teheranie w wyniku ataku na jego rezydencję w tym mieście, w którym przebywał w związku z ceremonią inauguracyjną nowo wybranego prezydenta Iranu, Masuda Pezeszkijana (jego stałym miejscem zamieszkania nadal był wówczas Katar). Wkrótce po ataku zaczęto podejrzewać o jego dokonanie Izrael, przy czym pierwsze doniesienia mówiły o ataku powietrznym, a kolejne o wybuchu ładunku zainstalowanego w miejscu pobytu Hanijji dwa miesiące wcześniej.
Zabójstwo Hanijji wywołało obawy przed eskalacją konfliktu izraelsko-palestyńskiego w większą wojnę na Bliskim Wschodzie.
Po jego śmierci w Iranie ogłoszono trzydniową żałobę narodową, jednodniową żałobę ogłoszono w Palestynie, Turcji i w Pakistanie. 1 sierpnia 2024 w Teheranie odbyły się transmitowane przez irańską telewizję państwową uroczystości pogrzebowe Isma’ila Hanijji pod przewodnictwem Najwyższego Przywódcy Iranu Alego Chameneiego, zaś następnego dnia ciało Hanijji zostało pochowane na cmentarzu w katarskim Lusajl.
6 sierpnia 2024 został zastąpiony na stanowisku szefa Biura Politycznego Hamasu przez Jahję Sinwara.

## Życie prywatne
Miał trzech synów: Hazema, Amira i Muhammada, którzy 10 kwietnia 2024 zginęli wskutek izraelskiego ataku powietrznego, gdy jechali samochodem przez obóz Muchajjam asz-Szati.